# Волтем (Мен)
Волтем (англ. Waltham) — місто (англ. town) в США, в окрузі Генкок штату Мен. Населення — 332 особи (2020).

## Демографія
Згідно з переписом 2010 року, у місті мешкали 353 особи в 150 домогосподарствах у складі 103 родин. Було 206 помешкань
Расовий склад населення:
| - 99,7 % — білих |

До двох чи більше рас належало 0,3 %. Частка іспаномовних становила 0,6 % від усіх жителів.
За віковим діапазоном населення розподілялося таким чином: 15,3 % — особи молодші 18 років, 69,4 % — особи у віці 18—64 років, 15,3 % — особи у віці 65 років та старші. Медіана віку мешканця становила 47,2 року. На 100 осіб жіночої статі у місті припадало 100,6 чоловіків;  на 100 жінок у віці від 18 років та старших — 103,4 чоловіків також старших 18 років.
Середній дохід на одне домашнє господарство  становив 61 784 долари США (медіана — 60 500), а середній дохід на одну сім'ю — 68 297 доларів (медіана — 62 031). Медіана доходів становила 33 750 доларів для чоловіків та 29 688 доларів для жінок. За межею бідності перебувало 11,8 % осіб, у тому числі 7,1 % дітей у віці до 18 років та 21,9 % осіб у віці 65 років та старших.
Цивільне працевлаштоване населення становило 182 особи. Основні галузі зайнятості: освіта, охорона здоров'я та соціальна допомога — 19,8 %, будівництво — 19,2 %, роздрібна торгівля — 13,7 %, мистецтво, розваги та відпочинок — 13,7 %.